# Ðuro Savinović
Ðuro Savinović (Ragusa, 1º marzo 1950 – Ragusa, 31 gennaio 2021) è stato un pallanuotista jugoslavo. Con lo Jug Dubrovnik vinse diversi trofei nazionali e la Coppa dei Campioni 1981.
Ha partecipato alle Olimpiadi del 1976.